# The Ultimate Fighter: Team Carwin vs. Team Nelson Finale
O The Ultimate Fighter: Team Carwin vs. Team Nelson Finale é um evento de artes marciais misturadas promovido pelo Ultimate Fighting Championship que ocorreu no dia 15 de dezembro de 2012 no Hard Rock Hotel and Casino em Las Vegas, Nevada, EUA.

## Background
Shane Carwin era esperado para enfrentar Roy Nelson no evento, porém foi obrigado a se retirar devido a uma lesão e foi substituído por Matt Mitrione.

## Card Oficial
Nota 1 Vencedor do The Ultimate Fighter 16.

## Bônus da Noite
- Luta da Noite (Fight of Night):  Tim Elliott vs.  Jared Papazian
- Nocaute da Noite (Knockout of the Night):  Pat Barry
- Finalização da Noite (Submission of the Night):   TJ Waldberger

## Ligações Externas
- Página oficial